# Ширинян, Константин Вартанович
Константин (Каро) Вартанович Ширинян (арм. Կոնստանտին Վարդանի Շիրինյան; 28 августа 1924, Эривань, СССР — 4 мая 1998, Москва, Россия) — советский спортсмен: футбольный нападающий, игрок в хоккей с мячом; скульптор.

## Биография
Родился в 1924 году в Ереване. Отца, партийного работника, репрессировали в конце 1930-х; двух сыновей, выслали на поселение в разные места, Константина — в Комсомольск-на-Амуре.
Принимал участие в Великой Отечественной войне. В 1946—1948 годах играл в команде «Крылья Советов»/«Динамо» Комсомольск-на-Амуре, которую тренировал Николай Старостин. В 1949—1950 годах провёл 12 игр, забил 4 мяча за московский ВВС, в 1951 году перешёл в «Локомотив» Москва — 4 игры в классе «Б», 3 игры в 1952 году в классе «А». В 1953 году вернулся в Ереван, где поначалу совмещал учёбу в Ереванском художественном институте с выступлениями за «Динамо».
Заслуженный скульптор России. Член Союза художников СССР.
Скончался в 1998 году. Похоронен на 7-м участке Ваганьковского кладбища.

## Семья
Братья — Данел Ширинян (1924—2001) — художник и скульптор, Гагик Ширинян (1929—2014) — судья всесоюзной категории по футболу, Лева и Генрих Ширинян — также футболисты.
В Комсомольске-на-Амуре познакомился с Еленой Старостиной, дочерью Николая Старостина, на которой впоследствии в 1955 году женился. Автор надгробного памятника на могиле Старостина. Дети — Михаил Ширинян и Екатерина Ширинян.